# 피아노 삼중주

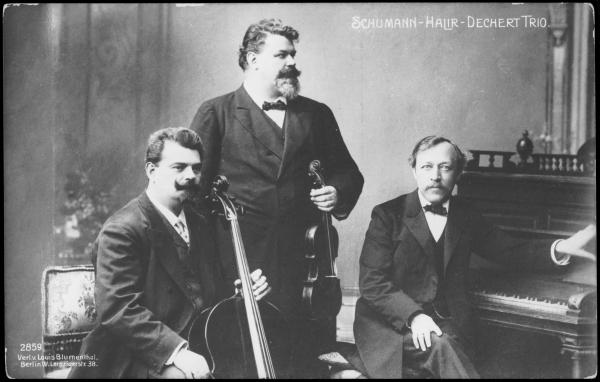
독일의 피아노 삼중주단, 슈만-할리르-데처트 트리오: 휴고 데처트 (vc), 카렐 할리르 (vn), 게오르그 슈만 (pf)

피아노 삼중주는 피아노와 두 개의 다른 악기(일반적으로 바이올린과 첼로)의 군(群), 또는 그러한 군(群)을 위해 작성된 음악을 지칭한다. 고전주의 실내악에서 가장 흔한 형태 중 하나로, 정형은 하이든에 의하여 출현한 것으로 보아도 좋으나, 하이든에서는 세 개의 악기가 반드시 대등한 밸런스를 취하였다고는 할 수 없으며, 때로 피아노가 위세를 나타내는 반면, 때로 피아노가 통주저음 풍의 움직임을 보이기도 한다. 모차르트의 작품에서는 이런 점이 다소 개선되었고, 베토벤의 중기의 작품에 이르러 대략 피아노 삼중주의 모범이 실현되었다.
현과 피아노와의 음량 및 음빛깔의 문제, 거기에다 이 양자간의 조율법의 차이 등이 주요 장애가 되어, 낭만파 이후의 작곡가들은 대체로 이 분야에 적극적인 태도를 보이지 않았다. 적어도 현악 사중주와 비교할 때 그러하다. 대신 피아노 삼중주에는 작곡가의 노력과 새로운 연구 등이 보인다고도 할 수 있다. 피아노 사중주와 유사하다고 볼 수 있는 이 장르는 베토벤의 피아노 삼중주 7번, 슈베르트의 피아노 삼중주 2번, 라벨의 피아노 삼중주 가단조 등 레퍼토리에 몇 개의 걸작을 주었다. 물론, 하이든의 피아노 삼중주 39번도 해당된다고 볼 수 있다.

## 역사
대 바흐와 동시대(후기 바로크)의 프랑스 작곡가 라모의 "콩세르에 의한 클라브생곡집"은 건반악기와 고음선율악기(통상 바이올린 또는 플루트)와 비올족(음역은 첼로에 가깝다)이라는 편성으로, 고전주의 초기 피아노 삼중주 곡과 비교해도 각 악기의 독립성이 높고, 이를 피아노 삼중주 곡의 맹아로 여길 수도 있다.
소나타 형식이 확립된 이후에는 바이올린 소나타와 마찬가지로 원래 형태는 피아노 소나타에 첼로와 바이올린의 오블리가토가 붙는 관습이었다. 하이든의 초기 작품 등은 바이올린과 첼로의 파트가 피아노와 유니즌 하는 부분도 많았다.
피아노와 동등한 가치를 부여받으며 바이올린과 첼로가 발전한 것은 19세기 초에 이르러 베토벤의 작품 등을 통해서이다.
낭만주의 시대에는 바이올린이 로맨틱한 멜로디를 연주하기에 적합하다는 이유로 많은 듣기 좋은 살롱풍 삼중주가 많이 만들어졌다. 제2차 세계대전 후에는 낭만적인 속성의 회피 현상 때문에 이 편성이 극도로 거부되었지만, 1970년대 신낭만주의의 대두와 함께 이 편성은 재검토되어 왔다. 현재는 트리오 피보나치 등의 단체에 의해 이 장르의 부흥이 진행되고 있다.
러시아에서 이 장르는 고인에 대한 추모곡으로 쓰여지는 경우가 많았다. 글린카의 "비창 삼중주"로 명명된 피아노 삼중주 곡을 시초로, 차이콥스키가 "어느 위대한 예술가의 추억"를 작곡했으며, 이후는 아렌스키, 라흐마니노프, 쇼스타코비치 등으로 계승되어 갔다.

## 주요 작곡가와 작품
(생년 순)
- 하이든 - 48곡
- 모차르트 - 6곡
- 베토벤 - 7곡(5번 "유령"과 7번 "대공 삼중주"가 특히 유명) 외 작품 번호가 없는 작품 5곡.
- 훔멜 - 9곡
- 슈베르트 - 2곡
- 멘델스존 - 2곡
- 쇼팽 - 1곡
- 슈만 - 3곡
- 브람스 - 3곡
- 보로딘 - 1곡
- 생상스 - 2곡
- 차이콥스키 - "어느 위대한 예술가의 추억", 피아노 삼중주 (차이콥스키)
- 드보르자크 - 4곡(4번 "둠키"가 유명)
- 림스키코르사코프 - 1곡
- 포레 - 1곡
- 야나체크 - 1곡
- 드뷔시 - 1곡
- 시벨리우스 - 1곡
- 르쾨 - 1곡
- 라흐마니노프 - 2곡
- 라벨 - 1곡
- 빌라로부스 - 3 곡
- 마르티누 - 3 곡
- 쇼스타코비치 - 2곡

## 일반적인 편성 이외의 피아노 삼중주

### 클라리넷, 비올라, 피아노
- 모차르트 -  케겔슈타트 삼중주 내림마장조 K. 498
- 슈만 - "동화이야기" Op. 132 (1853년)
- 브루흐 - 8 개의 소품 Op. 83
- 라이네케 - 삼중주 내림나장조 Op. 264

### 클라리넷, 첼로, 피아노
- 베토벤
  - 클라리넷(바이올린), 첼로, 피아노를 위한 삼중주 내림나장조, Op. 11 "거리의 노래" (클라리넷 대신 바이올린이 있는 버전은 피아노 삼중주 4번으로 간주)
  - 클라리넷(바이올린), 첼로, 피아노를 위한 삼중주 내림마장조, Op. 38
- 브람스 - 클라리넷 삼중주 가단조 Op. 114

### 클라리넷, 바이올린, 피아노
- 벨러 - 콘토라스트
- 미요 - 모음곡 Op. 157b
- 하차투리안 - 모음곡
- 스트라빈스키 - 병사의 이야기

### 클라리넷, 바순, 피아노
- 글린카 - "비창 삼중주" ※ 통상의 편성에서도 연주 가능

### 오보에, 바순, 피아노
- 풀랑크 - 삼중주 (1926년)

### 바이올린, 비올라, 피아노
- 멘델스존 - 삼중주 다단조 (유작)

### 플루트, 첼로, 피아노
- 베버 - 플루트, 첼로, 피아노를 위한 삼중주 Op. 63

### 플루트, 바순, 피아노
- 베토벤 - 피아노, 플루트, 바순을 위한 삼중주 사장조, WoO 37

## 비슷한 형식을 가진 음악
- 교향곡
- 독주 협주곡
- 독주 소나타
  - 피아노 소나타
  - 바이올린 소나타
  - 첼로 소나타
  - 플루트 소나타
  - 클라리넷 소나타
- 현악 사중주
- 피아노 사중주
- 피아노 오중주

## 같이 보기
- 바이올린
- 피아노 사중주
- 피아노 오중주